# Марк Клавдий Марцел (консул 331 пр.н.е.)
Вижте пояснителната страница за други личности с името Марк Клавдий Марцел.
Марк Клавдий Марцел (на латински: Marcus Claudius Marcellus) e политик на Римската република. Той е баща на Марк Клавдий Марцел (консул 287 пр.н.е.) и първият плебейски Клавдии, който става консул.
Той е консул през 331 пр.н.е. с Гай Валерий Поцит Флак. През 327 пр.н.е. той е диктатор (comitiorum habendorum causa, „за провеждане на избори“).